# Sony CDP-101

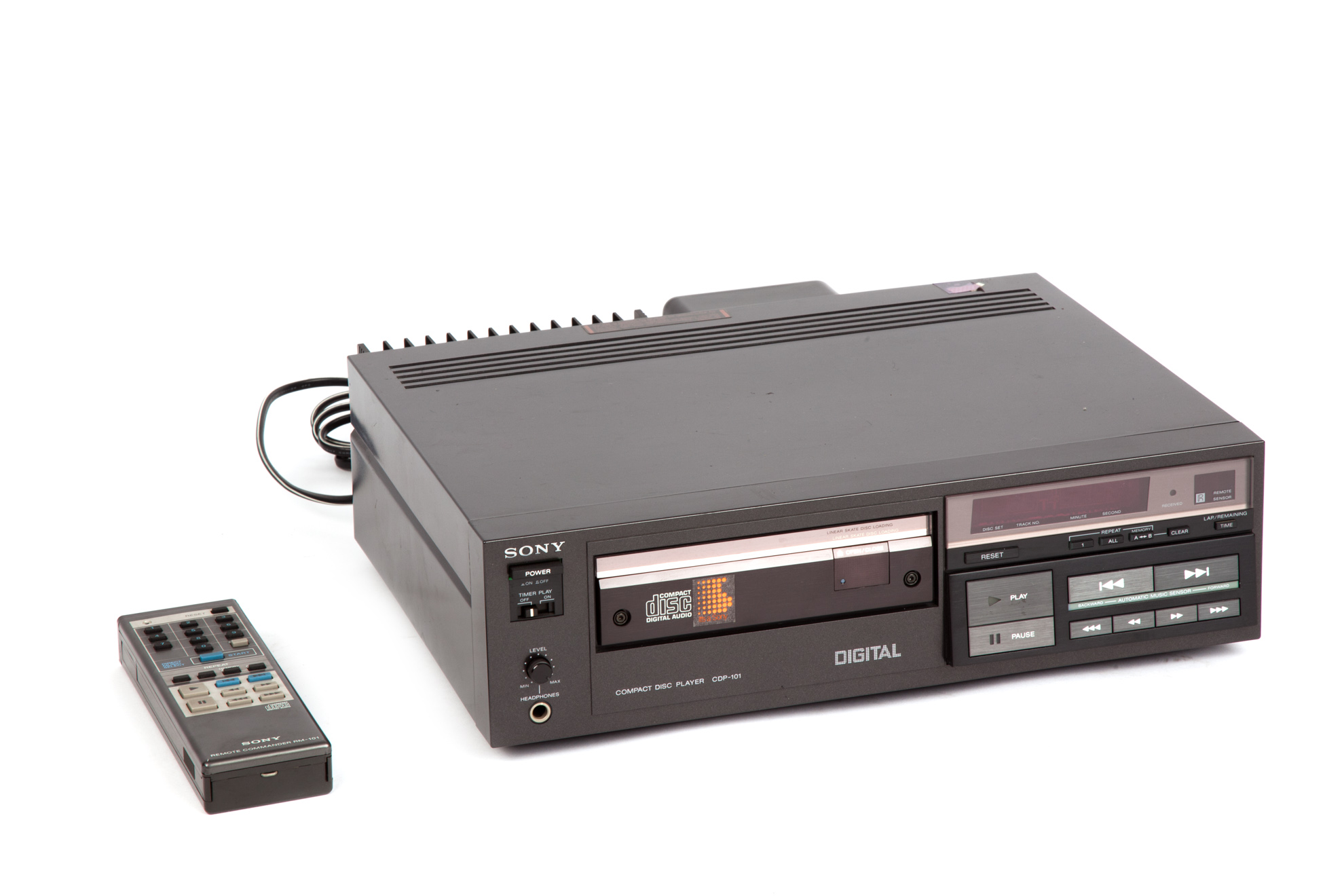
Lettore CD Sony CDP-101 - Museo nazionale della scienza e della tecnologia Leonardo da Vinci, Milano

Il CDP-101 è un riproduttore CD prodotto dalla Sony lanciato nel 1982. Fu il primo riproduttore e lettore CD ad essere immesso nel mercato.
Sony decise di utilizzare per quest'apparecchio, un DAC a 16 bit bilineare (CX20017) per "fronteggiare" i 14 bit espressi dal TDA1540D del CD100 di Philips.
Tuttavia, Philips usava due 1540D per canale, mentre il CX20017 ne usava un singolo condividendolo con entrambi, creando una situazione di ritardo di circa 11 μs tra canale sinistro e destro.
Inoltre, uno dei problemi principali erano gli amplificatori operazionali Sanyo (STK6922) per il servo dell'unità ottica che assorbivano una corrente eccessiva con conseguente aumento del calore insieme al salto delle tracce e il ticchettio continuo della bobina di Focus/Tracking.
Le caratteristiche del lettore sono sostanzialmente queste:
- Testina ottica: KSS-100A
- DAC: CX20017
- Dinamica: 90dB
- Uscite: RCA, connettore ausiliario (subcode)
- Frequenza del suono: 5-20kHz
- Impedenza d'uscita: 600 Ω